# Four Regrettings and a Funeral
Four Regrettings and a Funeral é o terceiro episódio da vigésima quinta temporada do seriado de animação de comédia de situação The Simpsons. O episódio foi escrito por Marc Wilmore e exibido originalmente em 3 de novembro de 2013. Esse episódio foi dedicado a Marcia Wallace, que interpretava Edna Krabappel, falecida em 25 de outubro de 2013. Em sua homenagem, a frase do quadro negro dizia: "Nós realmente vamos sentir sua falta, senhora K.". O título do episódio é uma paródia ao filme Quatros casamentos e um funeral.

## Enredo
Quando um amado residente de Springfield morre, quatro moradores relembram eventos de suas vidas que gostariam de fazer de novo. Entre eles estão: Homer, que se arrepende de ter vendido ações de tecnologia para comprar uma bola de boliche; Marge, que teme ser a razão pela qual Bart é tão rebelde; Sr. Burns, que relembra um romance de anos atrás com uma parisiense; e o jornalista Kent Brockman, que se arrepende por não pegar um trabalho numa rede de televisão paga.

## Recepção

### Crítica
Dennis Perkins do The A.V. Club, deu ao episódio um C-, dizendo que "É concebível que um episódio com uma estrutura de má qualidade poderia ser recuperado por algumas piadas individuais notórias [...]"

### Audiência
Em sua exibição original, o episódio foi assistido por 5,43 milhões de espectadores, e recebeu 2.4 pontos de audiência na demográfica 18-49, sendo o show mais assistido da Fox naquela noite, e o terceiro no seu horário de exibição.